# Leerdicht
Het leerdicht of didactische poëzie duidt op een aantal poëtische werken uit de Grieks-Romeinse oudheid die tot doel hadden de lezer in een bepaald onderwerp te instrueren. Het leerdicht wendt zich gewoonlijk tot een bepaald persoon in het gedicht die wordt onderwezen en die als model fungeert voor de lezer. 

## Ontstaan
Na de bloeitijd van de Oudgriekse epiek in 9e/8e eeuw v.Chr. werden de Griekse dichters zich steeds vaker bewust van hun roeping hun toehoorders iets te leren, veeleer dan ze te vermaken. De gedichten die zij ten gehore brachten, waren in dezelfde stijl en metrum als het epos, maar de behandelde stof was veranderd. In de oudheid werd er echter, mede door het gebruik van hetzelfde metrum, geen onderscheid gemaakt tussen epos en leerdicht - het leerdicht werd dus niet als een afzonderlijk genre gezien. 
Omdat de veelvuldige reproductie en verspreiding van literaire werken nog niet tot de mogelijkheden behoorden, goten de dichters van het leerdicht, die zichzelf als volksleraren zagen, hun wijze raadgevingen in versvorm, om ze aldus gemakkelijker te laten memoriseren.

## Oudste voorbeelden
- Hesiodus' Erga kai hèmerai (Werken en dagen) bleef integraal bewaard
- Empedocles' Peri phuseos (Over de natuur) ging verloren

## Verdere evolutie
Tijdens de klassieke periode van de Oudgriekse literatuur kende het genre vrijwel geen beoefenaars en belangstelling meer. Maar in de Hellenistische periode leefde het leerdicht weer op, zoals in de Phainomena van Aratus. In Rome viel de didactische poëzie snel in de smaak: oorspronkelijk Griekse werken werden eerst in het Latijn vertaald en bewerkt, maar al gauw werden in het Latijn belangrijke nieuwe werken geschreven. Voorbeelden:
- Ennius' Epicharmus
- Lucretius' De Rerum Natura
- Vergilius' Georgica
- Ovidius' Fasti en Ars Amatoria (eerder parodiërend)